# 김봉재
김봉재(金奉才, 1910년 11월 29일 창원 - 1990년 1월 14일)는 대한민국의 정치인이다. 제2대, 제5대 국회의원을 지냈다. 호는 해암(海菴)이다.
학교는 다니지 않았으며 창원금융조합장, 해동학원이사장, 마산해산주식회사 회장, 해남소자공업주식회사 사장, 자유당 중앙정책위원, 대한주정협회장을 역임하였다.

## 역대 선거 결과
|  | 18.99% |

|  | 30.12% |

|  | 20.97% |

|  | 18.11% |

## 참고 문헌
- 김봉재 - 대한민국헌정회